# アウグスト・ヴィンディング
アウグスト・ヘンドリク・ヴィンディング（August Hendrik Winding 1835年3月24日 - 1899年6月16日）は、デンマークのピアニスト、教育者、作曲家。

## 生涯
ヴィンディングはロラン島で生まれた。彼の父は牧師で、デンマークの民謡を収集して編曲するなどしていた。ヴィンディングに最初に音楽を教えたのは父であった。ヴィンディングはライプツィヒ音楽院へと留学し、1847年にはカール・ライネッケから作曲の指導を受けた。また、1848年から1851年にかけては同音楽院において、ショパンと交流のあったアントン・レー（Anton Ree 1815年-1891年）にピアノを、ニルス・ゲーゼに音楽理論と作曲を師事した。1856年にはライプツィヒでの修業をさらに深めると同時に、プラハでアレクサンダー・ドライショクのレッスンも受けている。
ヴィンディングの公のキャリアはピアニストとして始まった。彼はヨーロッパ中の国々を演奏して回り、特にベートーヴェンとモーツァルトを専門としていた。中でもベートーヴェンの「ピアノ協奏曲第4番」は彼の十八番だった。
1864年、彼はJ.P.E.ハートマンの娘のクララと結婚し、ゲーゼもその姉妹と結婚した。ヴィンディングは1867年にコペンハーゲンのデンマーク音楽アカデミーの教員となっており、私的にも教育活動を行うようになった。
1867年、ヴィンディングは腕を酷使しすぎて痛めてしまい、演奏活動から身を引かざるを得なくなったが、彼はこれによって作曲に専念できるようになった。しかし、1881年には音楽アカデミーでの教員生活を再開している。また1888年から没するまでには、演奏会にも何度か登場している。
ヴィンディングは1899年に64年の生涯を閉じた。彼の音楽は讃美歌を除いてほとんど忘れ去られていたが、他の主要作品にも注目が集まりつつある。

## 主要作品
- 管弦楽曲
  - 北欧風序曲 Op.7
  - 交響曲 Op.39
  - バレエ Fjeldstuen （1859年、義兄弟にあたるエミール・ハートマンとの共作） ヴィンディングが書いた部分は下記
    - "Sæterpigernes Dands om det nydødbte Barn"
    - "Huldredands"
    - "Springdands"
- 協奏曲
  - ピアノ協奏曲 イ短調 Op.16
  - ピアノと管弦楽のための演奏会用アレグロ ハ短調 Op.29
  - ヴァイオリン協奏曲
- 室内楽曲
  - ピアノ四重奏曲 Op.17
  - クラリネットとピアノのための3つの幻想的小品 Op.19
  - 弦楽五重奏曲 ニ長調 Op.23 （ヴァイオリン2、ヴィオラ2、チェロ1）[1]
  - 2つのヴァイオリンソナタ
- ピアノ曲
  - Landlige Scener: Skizzer for Piano Op.9
  - Sommerminder Op.26 (?)
  - 全ての調性による前奏曲集：Aサイクル Op.26 （イシドール・ザイス（英語版）に献呈[5]）
    - 1. ハ長調: Poco Adagio, maestoso e con nobilità
    - 2. イ短調: Allegro agitato ed affetuoso
    - 3. ヘ長調: Comodo
    - 4. ニ短調: Allegro risoluto e energico
    - 5. 変ロ長調: Allegro non troppo. Giocoso, con allegrezza
    - 6. ト短調: Moderato con fierezza
    - 7. 変ホ長調: Andante innocente e tenero
    - 8. ハ短調: Presto impetuoso
    - 9. 変イ長調: Allegro non troppo con dolcezza
    - 10. ヘ短調: Allegro moderato, poco agitato
    - 11. 変ニ長調: Con moto. Soave e con grazia
    - 12. 変ロ短調: Andantino quasi Allegretto, Grave e mesto
    - 13. 変ト長調: Allegro vivace con calore e molt’ animato
    - 14. 変ホ短調: Presto furioso e con strepito
    - 15. ロ長調: Allegretto tranquillo e dolce
    - 16. 嬰ト短調: Allegretto dolente e malinconico
    - 17. ホ長調: Moderato grazioso e con tenerezza
    - 18. 嬰ハ短調: Allegro energico e molt’ appassionato
    - 19. イ長調: Allegretto dolce e piacevole
    - 20. 嬰ヘ短調: Andantino con duolo
    - 21. ニ長調: Allegro con vivacità ed anima
    - 22. ロ短調: Adagio grave e lugubre
    - 23. ト長調: Allegro molto con gran vivacità
    - 24. ホ短調: Andante sostenuto, quasi una fantasia
    - 25. 後奏曲 ハ長調: Poco Adagio, maestoso e con nobilità.

  - 左手のための3つの小品 Op.27
  - 練習曲集
  - モーツァルトの「ピアノ協奏曲第21番」へのカデンツァ
  - ベートーヴェンの「ピアノ協奏曲第3番」へのカデンツァ
  - ヨハン・ゼバスティアン・バッハの多くのコラール前奏曲の編曲[6]
  - ニルス・ゲーゼのカンタータ「Baldurs drøm」のピアノ編曲[7]
- 歌曲、讃美歌